# Малошуйское городское поселение
Малошуйское городское поселение или муниципальное образование «Малошу́йское» — муниципальное образование со статусом городского поселения в Онежском муниципальном районе Архангельской области. 
Соответствует административно-территориальным единицам в Онежском районе — посёлку городского типа Малошуйка.
Административный центр — рабочий посёлок Малошуйка.

## География
Малошуйское городское поселение находится на северо-западе Онежского района Архангельской области. На западе граничит с Золотухским сельским поселением, на востоке — с Нименьгским сельским поселением. 
Основные реки поселения: Кушерека, Малошуйка, Унежма.

## История
Муниципальное образование было образовано в 2006 году из Малошуйского поссовета.

## Население
| 2005  | 2006  | 2010  | 2011  | 2012  | 2013  | 2014  | 2015  | 2016  |
| ----- | ----- | ----- | ----- | ----- | ----- | ----- | ----- | ----- |
| 3286  | →3286 | ↘3130 | ↘3113 | ↘3056 | ↘2931 | ↗2994 | ↘2907 | ↘2823 |
| 2017  | 2018  | 2019  | 2020  | 2021  | 2023  |       |       |       |
| ↘2747 | ↘2623 | ↘2549 | ↘2508 | ↘2152 | ↘2091 |       |       |       |

## Состав городского поселения
В состав городского поселения входят 5 населённых пунктов:
- деревня Абрамовская;
- деревня Кушерека;
- рабочий посёлок Малошуйка;
- деревня Унежма;
- железнодорожный разъезд Шунданец.

### Карты
- P 37 2. Малошуйка